# سونی انترتینمنت تلویژن
سونی اینترتینمنت تلویژن (انگلیسی: Sony Entertainment Television) یک شبکه تلویزیونی سرگرمی در کشور هند است که متعلق به سونی پیکچرز تلویژن است.
این شبکه در ۳۰ سپتامبر ۱۹۹۵ تأسیس شده در هند، آمریکای لاتین، اروپا، جنوب شرقی آسیا قابل دریافت است.